# Salsola camphorosma
Salsola camphorosma är en amarantväxtart som beskrevs av Modest Mikhaĭlovich Iljin. Salsola camphorosma ingår i släktet sodaörter, och familjen amarantväxter. Inga underarter finns listade i Catalogue of Life.